# Charles de Lameth
Charles de Lameth, celým jménem Charles-Malo-François, hrabě de Lameth (5. října 1757 v Paříži – 28. prosince 1832 tamtéž) byl francouzský generálporučík jezdectva.

## Životopis
Lamethovým otcem byl maréchal de camp Louis Charles de Lameth a matkou Therese de Broglie, dcera maršála Francie Françoise-Marie de Broglie. Jeho bratry byli Alexandre a Théodore de Lameth.
Lameth se zúčastnil severoamerické války za nezávislost. Po návratu velel regimentu královského jezdectva a byl šlechtou zvolen do Národního shromáždění, kde prosazoval ústavu a její reformy.
Při tažení roku 1792 velel jízdní divizi jako brigádní generál. Protože se postavil proti sesazení Ludvíka XVI. z trůnu a byl v opozici vůči jakobínům, byl po 10. srpnu 1792 zatčen a po dobu 27 dnů držen v zajetí. Poté odešel do Hamburku, kde založil obchodní dům, a do Francie se vrátil až v roce 1800.
V napoleonské armádě byl potvrzen v hodnosti brigádního generála a zúčastnil se několika vojenských tažení. V roce 1809 byl jmenován guvernérem Würzburgu, o rok později byl přeložen do Štrasburku. Od roku 1812 velel v severošpanělském přístavním městě Santoña, které proti britským vojskům udržel až do jara 1814. Po restauraci Bourbonů byl povýšen do hodnosti generálporučíka (1814) a v roce 1827 byl zvolen poslancem.
Charles de Lameth zemřel 28. prosince 1832 ve věku 75 let v Paříži a byl pohřben na hřbitově Père Lachaise (28. oddělení).
Dne 20. června 1809 se stal rytířem Čestné legie. Jeho jméno je též vypsáno na Vítězném oblouku v Paříži.